# Golf na Letnich Igrzyskach Olimpijskich 1900 – mężczyźni indywidualnie
Golf na Letnich Igrzyskach Olimpijskich 1900 – mężczyźni indywidualnie był jednym z dwóch turniejów golfowych rozegranych na Letnich Igrzyskach Olimpijskich 1900 w Paryżu. Zawody w tej dyscyplinie zostały po raz pierwszy rozegrane w historii igrzysk olimpijskich. Zorganizowano turnieje indywidualne dla kobiet i mężczyzn.
Turniej mężczyzn odbył się 2 października 1900 r. Brało w nim udział 12 zawodników z 4 państw. Golfiści rywalizowali w dwóch rundach (36 dołków). Złotym medalistą został Amerykanin Charles Sands, medale srebrny i brązowy zdobyli Brytyjczycy Walter Rutherford i David Robertson. Wyniki poszczególnych rund są w większości nieznane.

## Wyniki
| Poz.   | Zawodnik            | Runda 1 | Runda 2 | Razem |
| ------ | ------------------- | ------- | ------- | ----- |
| złoto  | Charles Sands       | 82      | 85      | 167   |
| srebro | Walter Rutherford   | b.d.    | b.d.    | 168   |
| brąz   | David Robertson     | b.d.    | b.d.    | 175   |
| 4      | Frederick Taylor    | b.d.    | b.d.    | 182   |
| 5      | John Daunt          | b.d.    | b.d.    | 184   |
| 6      | George Thorne       | b.d     | b.d     | 185   |
| 7      | William Dove        | b.d.    | b.d.    | 186   |
| 8      | Albert Lambert      | 94      | 95      | 189   |
| 9      | Arthur Lord         | b.d.    | b.d.    | 221   |
| 10     | Pierre Deschamps    | b.d.    | b.d.    | 231   |
| 11     | Aleksandros Merkati | b.d.    | b.d.    | 246   |
| 12     | J. Van de Wynckélé  | b.d.    | b.d.    | 252   |